# Vår jul (album av Sanna, Shirley, Sonja)
Vår jul är ett julalbum av den svenska supertrion Sanna, Shirley, Sonja, bestående av Sanna Nielsen, Shirley Clamp och Sonja Aldén släppt den 3 november 2010.

## Låtlista
| Nr  | Titel                            | Låtskrivare                        | Längd | Övrigt        |
| --- | -------------------------------- | ---------------------------------- | ----- | ------------- |
| 1.  | Vår jul                          | Sonja Aldén                        | ?     |               |
| 2.  | Gläns över sjö och strand        | Viktor Rydberg, Alice Tegnér       | ?     |               |
| 3.  | Pie Jesu                         |                                    | ?     | Sonja Aldén   |
| 4.  | Åter igen blir det kallt         |                                    | ?     | Shirley Clamp |
| 5.  | Himmel på jord                   |                                    | ?     | Sanna Nielsen |
| 6.  | Tänd ett ljus                    | Niklas Strömstedt, Lasse Lindbom   | ?     |               |
| 7.  | Jul, jul, strålande jul          | Gustaf Nordqvist, Gustaf Nordqvist | ?     |               |
| 8.  | Maria                            |                                    | ?     | Sonja Aldén   |
| 9.  | Bereden väg för herran           | Frans Michael Franzén              | ?     |               |
| 10. | Himlen i min famn                | Carola Häggkvist                   | ?     | Shirley Clamp |
| 11. | Dagen är kommen                  | John Francis Wade, Eva Norberg     | ?     | Sanna Nielsen |
| 12. | Så mörk är natten i midvintertid | Carl Bertil Agnestig               | ?     |               |

## Listplaceringar
| Lista (2010) | Topplacering |
| ------------ | ------------ |
| Sverige      | 6            |